# Vop (řeka)
Vop (rusky Вопь) je řeka ve Smolenské oblasti v Rusku. Je 158 km dlouhá. Povodí má rozlohu 3300 km².

## Průběh toku
Protéká přes Smolenskou vysočinu. Na horním toku teče uprostřed bažin. Níže pak pokračuje v široké dolině, která je pokrytá řídkými částečně bažinatými lesy a loukami. Ústí zprava do Dněpru.

## Vodní režim
Průměrný průtok vody v ústí činí přibližně 22 m³/s.

## Využití
Na jaře se po řece plaví dřevo. Leží na ní město Jarcevo.